# パスカル秒
パスカル秒（パスカルびょう, 記号:Pa·s）は、SIにおける粘度の単位である。
1パスカル秒は、流体内に1メートル(m)につき1メートル毎秒(m/s)の速度勾配があるとき、その速度勾配の方向に垂直な面において速度の方向に1パスカル(Pa)の応力が生ずる粘度(Pa/((m/s)/m) = Pa·s)と定義されている。
CGS単位系においては、粘度の単位にはポアズ(P)が用いられていた。1 Pa·s = 10 P となる。ポアズの名の由来となったジャン・ポアズイユに因み、SIのパスカル秒に対してポアズイユ(poiseuille)という固有の名称をつけることが提案されているが、国際度量衡総会、国際純正・応用化学連合(IUPAC)など、いずれの標準化団体からも承認されていない。